# Ózdi Kohász SC
Az Ózdi Kohász SC  Ózd labdarúgóklubja, amely a NB III-ban szerepel.
A csapat színei: fekete és fehér. Hazai mérkőzéseit az ózdi Városi Stadionban játssza.

## Története
A 2018/2019-es szezonban az Ózdi Kohász SC bajnoki címet nyert a Borsod-Abaúj-Zemplén megyei I. osztályban, így feljutott az NB III-ba.
2019 nyarán Várhidi Péter lett az NB III-as Ózdi Kohász szakmai igazgatója, miután korábban már rábízták a klub utánpótlását. A klub nehéz anyagi helyzetbe került, emiatt Várhidi 2019 novemberében lemondott posztjáról. Távozásakor Várhidi arra hivatkozott, hogy  a klub elnöke nem teljesítette kötelezettségeit. 
Az egyesületet 2019. januárjában az MLSZ kizárta az NB III-ban szereplő férfi felnőtt nagypályás csapatát, továbbá  a kötelezően szerepeltetett utánpótlás korosztályú bajnokságokban résztvevő csapatai. Az indokolás szerint  a sportszervezet a bajnokság nevezési és részvételi feltételeként előírt köztartozás-mentességét hivatalos igazolások eredeti példányainak benyújtásával igazolni nem tudta, továbbá  a Bozsik programban való részvételi, versenyeztetési kötelezettségének ugyancsak nem tett eleget.

## Forrás
- magyarfutball.hu